# Sunny Leone
Sunny Leone, pseudonimo di Karenjit Kaur Vohra (Sarnia, 13 maggio 1981), è un'attrice, ex attrice pornografica e regista pornografica canadese con cittadinanza indiana naturalizzata statunitense.
Ingaggiata dalla Vivid, ha interpretato esclusivamente scene lesbo o di autoerotismo fino al 2007. Nell'estate di quell'anno ha iniziato a girare anche scene eterosessuali, occasione nella quale si è rifatta il seno. Pet of the Year nel 2003, nel 2010 è tra le 12 migliori attrici pornografiche secondo la rivista Maxim. Ha avuto diversi ruoli anche in film non pornografici (come The virginity hit) e ha partecipato a show televisivi (come Big Boss 5, una sorta di Grande Fratello indiano).

## Biografia
Sunny è nata a Sarnia, nell'Ontario (Canada), da genitori indiani (suo padre, nato nel Tibet indiano, è cresciuto a Delhi, mentre sua madre era originaria del distretto di Sirmaur nell'Himachal Pradesh) il 13 maggio 1981, ma diversi anni dopo si trasferì con la propria famiglia prima a Fort Gratiot in Michigan e poi a Lake Forest in California. Da giovane era molto atletica e giocava a hockey sia per strada che sul ghiaccio, nei vicini laghi ghiacciati. Ha frequentato una scuola cattolica. Ha finito le scuole superiori nel 1999 e successivamente si è iscritta al college; nel frattempo, si era già trasferita in California. In un'intervista Sunny ammette che se non avesse mai abbandonato il Canada, sarebbe stata una persona diversa e non sarebbe mai entrata nell'industria pornografica.

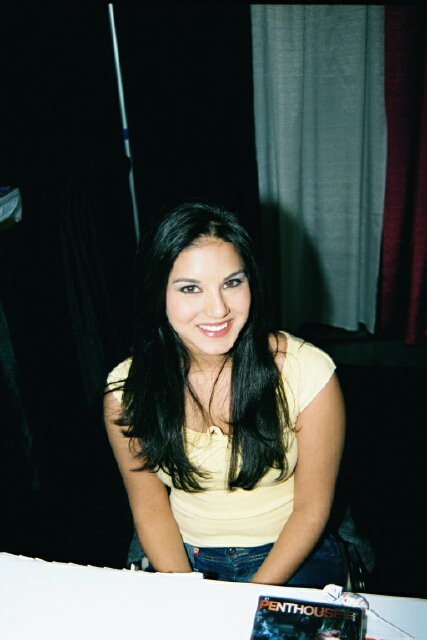
Sunny all'Adult Entertainment Expo del 2002, in una delle sue prime apparizioni promozionali

Prima di raggiungere l'industria del porno, ha lavorato in una panetteria e nella catena di servizi automobilistici Jiffy Lube. Nel periodo in cui studiava per diventare infermiera pediatrica, fu condotta da un fotografo di Penthouse, Jay Allen. Fu lei stessa a scegliere il suo nome da attrice pornografica, cioè Sunny, mentre Leone deriva da un'idea di Bob Guccione, fondatore della rivista Penthouse. Col tempo, ha posato anche per altre riviste, quali: Hustler, Cheri, Mystique Magazine, High Society, Swank, AVN Online, Leg World, Club International e Lowrider. Ritroviamo sue apparizioni anche su siti come: ModFX Models, Suze Randall, Ken Marcus and Mac & Bumble ecc. Nei primi anni della sua carriera ha collaborato con varie attrici del settore: Adriana Sage, Jenna Jameson, Jelena Jensen e soprattutto Aria Giovanni.
Nel 2003 è stata eletta Penthouse Pet of the Year e, in seguito, compare come attrice nel video Penthouse Pets in Paradise al fianco di Tera Patrick e Kyla Cole. Nel 2005 la società Adam & Eve designa Sunny come West Coast Internet Sales Representative. Nello stesso anno, Sunny firma un contratto di tre anni con la Vivid, divenendo la prima attrice indiana a firmare la società, ed esce il suo primo film, intitolato Sunny. Segue Virtual Vivid Girl Sunny Leone, un film interattivo, ed è la prima volta che una ragazza Vivid realizza una pellicola di questo tipo. Infatti, dopo soli quattro giorni, il film vince un AVN Award come Best Interactive DVD (miglior DVD interattivo). Nel maggio del 2007, Sunny rinnova il contratto con la Vivid per altri sei film, accettando per la prima volta di girare scene di sesso etero, a patto, però, che l'uomo fosse Matt Erikson. Così in quell'estate si effettuano le riprese di Sunny Loves Matt.
A gennaio del 2008 Sunny rivela la fine dell'esclusiva con Erikson e gira scene con altri attori, tra i più importanti Charles Dera, James Deen e Tommy Gunn. Nell'agosto dello stesso anno annuncia il lancio del proprio studio filmografico, Sunlust Pictures, con Daniel Weber come socio. Con la sua nuova impresa Sunny scrive, dirige e crea il suo nuovo marchio di film per adulti, avente la Vivid che fa da distributore verso il pubblico. La prima produzione indipendente è The Dark Side of the Sun. Agli Xbiz Awards del 2008 vince il premio Web Babe of the year. Nel frattempo, sfrutta la sua popolarità sul web riuscendo a concludere accordi sorprendenti con diverse aziende (come PPPcard, AdultPokerParty.com, Brickhouse, Flirt4Free, Totemcash e Imlive) per la vendita e la distribuzione su Internet di contenuti che la ritraggono.
Nel 2009 scade il contratto con la Vivid e Sunny inizia a lavorare anche per altri studios. Il successo la porta a scalare molte classifiche, fino a posizionarsi, secondo la rivista Maxim, tra le 12 migliori attrici pornografiche nel 2010. Nello stesso hanno ha diretto l'edizione annuale degli XBIZ Awards insieme a Teagan Presley.
Al di fuori della sua carriera di attrice porno, Sunny ha preso parte al Vivid Comedy Tour e ha fatto da modella per la collezione della Vivid Footwear. Doc Johnson, nel 2006, crea una vagina artificiale modellata su quella di Sunny, mentre nel 2008 esce in commercio un vibratore (Sunny Leone Exciter) sempre associato all'attrice pornografica canadese. L'immagine di Sunny è stata utilizzata anche dalla Control MFG per promuovere la linea di skateboard delle ragazze Vivid. Nel settembre del 2009, la Apple approva un'applicazione iPhone raffigurante Sunny e acquistabile per un periodo di tempo limitato (fino a febbraio 2010): si tratta di una delle primissime applicazioni avente come protagonista un'attrice pornografica. I contenuti presenti, tuttavia, erano alcune immagini e video rigorosamente soft. Nel 2013 annuncia il suo ritiro definitivo dall'industria pornografica. Dal 2018 è stata inserita nella Hall of Fame degli AVN Awards.

### Fuori dal set pornografico

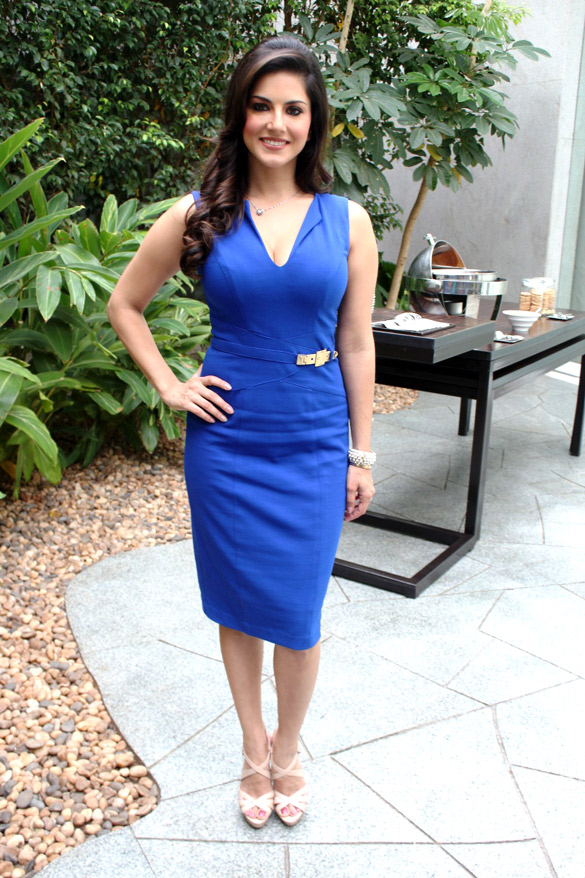
Sunny Leone nel 2013

La prima apparizione di Sunny in televisione è stata nel 2005, quando ha fatto da reporter sul tappeto rosso agli MTV Awards di MTV India. Già allora Sunny non era del tutto sconosciuta al pubblico televisivo: infatti, era già comparsa nel video del singolo Livin It Up di Ja Rule. Aveva recitato anche piccole parti nei film Deadly Stingers (2003) e La ragazza della porta accanto. In altre occasioni, ha partecipato a Wild On! della E! e al Sundance Film Festival - After Dark. Nel 2007, in seguito all'uscita del film Debbie does Dallas... again, fa parte di un documentario per la Showtime, nel quale vengono ripresi dettagli sulla produzione del film e sulla vita personale delle star facenti parte del cast.
Sunny ha dichiarato, in precedenza, che sotto il compenso di una giusta cifra, potrebbe seriamente considerare l'idea di una carriera a Bollywood. In passato è stata corteggiata da registi indiani ma non si è mai ritrovata nei ruoli che avrebbe dovuto recitare. Sembrerebbe che, inizialmente, Mohit Suri abbia chiesto a Sunny di recitare come protagonista nel film Kalyug ma alla fine, a causa dell'indisponibilità da parte del regista di pagare l'attrice per la somma di 1 milione di dollari, è stata inserita nel cast Deepal Shaw. Sunny ha menzionato che oltre il 60% dei suoi fan sono della parte sud dell'Asia e che il suo attore di Bollywood preferito è Aamir Khan.
Nel 2004 ha fatto parte del No More Bush Girls, nel quale lei e altre attrici porno si radevano la zona pubica come segno di protesta verso la presidenza Bush. Nel 2008 gira un video promozionale per la Declare Yourself. Sunny ha indicato Barack Obama come scelta alle elezioni del 2008, poiché sentiva Obama più favorevole all'industria del porno rispetto al suo rivale John McCain. Sunny ha anche rilasciato un annuncio di servizio pubblico per conto della ASACP, ricordando ai webmaster di siti per adulti di applicare l'etichetta "Restricted to Adults" per proteggere i bambini dai contenuti non adatti a loro presenti sul web.
Nel 2005 è stata menzionata nella rivista Forbes per un'intervista sulla Vivid. Ha trovato spazio anche su riviste come FHM, Front e Jane. Nel 2007, insieme ad altre ragazze Vivid, è apparsa su vari cartelloni pubblicitari presenti in Times Square, W. 48Th street e Seventh Avenue. Sunny è anche una delle "Penthouse Pets" che appare nel gioco Pocket Pool per PSP.
Nel 2008 annunciò che avrebbe fatto parte del cast del film d'avventura e azione Pirate's Blood, le cui riprese sono state effettuate in Oman. Nel 2009 Sunny ha ottenuto un ruolo in Middle Men. Nel 2010, invece, approda sul grande schermo con The Virginity hit, nel quale interpreta se stessa. Sunny ha partecipato a eventi come il SEMA International Auto Salon del 2002, l'Extreme Autofest Pomona del 2002 e il World Series of Poker nel 2006, a Las Vegas. È stata ospite anche a eventi in vari club come il Mansion a Miami e l'Highlands a Hollywood.
Sunny ha un forte interesse per la forma e la salute, ed è apparsa in diverse riviste di fitness. Ha fatto da modella per la Fantasy Fitness e ha dichiarato che mantiene in forma il suo corpo praticando il più possibile attività fisica, nonostante l'agenda di lavoro sempre piena. Inoltre, in un'intervista al periodico Men's Fitness ha detto: "Cerco di mangiare in modo salutare: mangiando tante verdure e bevendo la mia porzione di latte ogni giorno". La Leone ha partecipato anche a due reality. Nel 2007 è una delle concorrenti del reality della Fox My bare lady 2: Open for business. Le partecipanti sono attrici porno e si chiede a loro di trovare idee per avere successo nel mondo del business.
Nel 2011, invece, partecipa all'edizione numero 5 del reality televisivo indiano Big Boss. Entra nella casa il giorno 49, tenendo segreta la sua carriera da attrice pornografica e dicendo di essere una semplice modella. Secondo alcuni dati, l'entrata di Sunny nella casa ha provocato un certo movimento del popolo di Twitter e lei ha guadagnato 8000 nuovi followers in soli due giorni. Google ha detto che il boom di ricerche che la riguardavano hanno portato a un blackout. Ci sono state anche delle lamentele depositate presso il Ministero Indiano dell'Informazione e delle Trasmissioni, nelle quali viene detto che il canale televisivo Colors promuove la pornografia, dato che ha un'attrice porno come partecipante dello show Big Boss. Tra chi si è lamentato troviamo gli Indian Artistes, Actors Forum e Anurag Thakur. Durante la sua permanenza nella casa del Big Boss, Sunny ha incontrato e accettato la proposta di Mahesh Bhatt, il quale è entrato brevemente nella casa per offrire all'attrice un ruolo da protagonista nel film Jism 2 (il sequel del film Jism del 2003).

## Vita privata

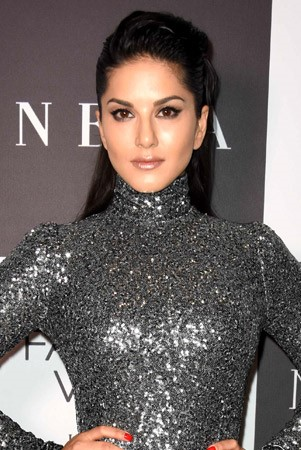
Sunny Leone al Lakme Fashion Week nel 2017

Nel giugno del 2006 ha ricevuto la cittadinanza statunitense, volendo comunque mantenere anche quella canadese, come aveva affermato in precedenza. Nel 2012 ha dichiarato di aver preso la residenza in India, spiegando in un'intervista al The New Indian Express che, grazie all'origine indiana dei genitori, le era stato riconosciuto lo status di Overseas Citizen of India. Nonostante sia bisessuale, ha dichiarato di preferire gli uomini.

### Rapporto con la religione
Un articolo del 2008 su Eye Weekly, ha riportato che: 

Sunny dichiara a proposito: 

In un'intervista del 2010 ha detto: 

## Riconoscimenti
- AVN Awards
  - 2010 – Best All-Girl Group Sex Scene per Deviance con Eva Angelina, Teagan Presley e Alexis Texas[12]
  - 2010 – Web Starlet of the Year[13]
  - 2013 – Crossover Star of the Year[14]
  - 2018 – Hall of Fame - Video Branch[15]
- XBIZ Awards
  - 2008 – Web Babe Of The Year[16]
  - 2012 – Porn Star Site Of The Year[17]
- F.A.M.E. Awards
  - 2010 – Favorite Breasts (Fan Award)[18]

## Filmografia

### Film erotici
- Alabama Jones and the Busty Crusade (2005)
- Sunny and Cher (2006)

### Pornografia
- Centerfold Fetish (2005)
- Sunny (2005)
- Virtual Vivid Girl: Sunny Leone (2006)
- Debbie Does Dallas... Again (2007)
- Female Gardener (2007)
- It's Sunny in Brazil (2007)
- Sunny Experiment (2007)
- Sunny Loves Matt (2007)
- The Other Side of Sunny (2008)
- Star 69: Strap Ons (2008)
- Dark Side of the Sun (2009)
- Deviance 1 (2009)
- Intimate Invitation 12 (2009)
- Naughty America: 4 Her 6 (2009)
- Pornstarslick (2009)
- Sunny's B/G Adventure (2009)
- Sunny's Slumber Party (2009)
- Undress Me (2009)
- Watch Me 2 (2009)
- All Sunny All the Time (2010)
- Gia: Portrait of a Pornstar (2010)
- Girlfriends 2 (2010)
- Hocus Pocus XXX (2010)
- Live Gonzo 1 (2010)
- Nikki Benz Superstar (2010)
- Not Charlie's Angels XXX (2010)
- Shut Up and Fuck Me (2010)
- Sunny Leone Loves HD Porn (2010)
- Sunny Leone Loves HD Porn 2 (2010)
- Sunny's Casting Couch: I Wanna Be a Porn Star (2010)
- The Virginity Hit (2010)
- Goddess (2011)
- Lies: Diary Of An Escort (2011)
- Rolen Play (2011)
- Sunny's All Stars (2011)
- Super Model Solos 1 (2011)
- Lesbian Workout (2012)
- My First Lesbian Experience 1 (2012)
- Sunny Leone's Lezzie Lips (2012)
- Toying With Your Emotions (2012)
- Goddess (2012)

### Cinema indiano
- Jism 2 (2012)
- Shootout at Wadala (2013, compare come guest star nella canzone Laila)
- Ragini MMS 2 (2014)
- Hate Story 2 (2014, compare come guest star nella canzone Pink Lips)
- Ek Paheli Laila (2015)
- Dongari Ki Raja (2016, compare come guest star nella canzone Meri Choli Block Buster Lage)
- Tera Intezaar (2017)
- Raees (2017, compare come guest star nella canzone Laila Main Laila)